# Geissleite
Die Geissleite ist ein 636 m ü. NHN hoher Berg im Oberpfälzer Wald, der sich östlich von Weiden in der Oberpfalz befindet.

## Lage
Die Geißleite befindet sich in der Gemeinde Theisseil im Landkreis Neustadt an der Waldnaab. Sie ist etwa einen Kilometer vom 3 Meter kleineren Fischerberg entfernt. Dieser befindet sich teilweise auf dem Gebiet der Stadt Weiden und stellt ein beliebtes Ausflugsziel dar.

## Wanderwege
Da der Fischerberg nahe der Stadt Weiden liegt und er mit Vierlingsturm und Strobelhütte somit ein beliebtes Ausflugsziel bietet, gibt es viele Wanderwege. Ein Großteil von diesen verläuft auch auf der Geißleite. Mit dem Goldsteig und dem gleich verlaufenden Burgenweg gibt es gleich zwei Fernwanderwege auf der Geißleite. Beide kommen von Norden zum Gipfel und von dort führen sie zum Fischerberg weiter.

## Sendeanlage
Auf der Geissleite befindet sich der 118 Meter hohe Fernmeldeturm Weiden der Deutsche Funkturm für UKW-Rundfunk.